# Джеймс Келман
Джеймс Келман (англ. James Kelman) — впливовий письменник, автор романів, оповідань, п'єс і політичних есе. Його роман A Disaffection було номіновано на Букерівську премію, і за нього було отримано James Tait Black Memorial Prize премію з художньої літератури 1989 року. Келман виграв премію 1994 року за Як пізно це було, як пізно (How late it was, how late), і навколо нагородження цього роману мав місце певний конфлікт: одна з суддів, Rabbi Julia Neuberger, назвала книгу «ганьбою», коли було оголошено про перемогу Келмана. Келман сказав, що після отримання цієї премії, особливо після негативного сприйняття та атак зроблених на нього, видавництва стали менш охоче мати справу з його працями. В 1998 році Келмана було нагороджено Scotland on Sunday/Glenfiddich нагородою Дух Шотландії. У 2008 році він виграв найпрестижнішу шотландську літературну нагороду Saltire Society's Book of the Year award за Kieron Smith, boy (2008)

## Життя та робота
Келман сказав :

Моє власне походження таке ж нормальне, і не нормальне, як і в будь-кого іншого. Народжений і вирощений в Govan та Drumchapel, в багатоквартирному будинку на околицях міста. Чотири брати, мати-домогосподарка, батько робив рамки для картин та позолоту, намагаючись самотужки керувати власною справоя, а я покинув школу в 15 років і т.д., т.д.
(...)
З тієї чи іншої причини, в віці 21/22 роки я вирішив писати книжки. Книжки, які я хотів писати, мали йти з мого походження, мого власного соціо-культурного досвіду. Я хотів писати, як один з таких, як я сам, я хотів писати і залишатися членом моєї общини.

Протягом 1970-х він опублікував першу збірку оповідань. Він брав участь у гурті креативних письменників Філіпа Хобсбаума в Глазго, разом з Tom Leonard, Alasdair Gray and Liz Lochhead, і його оповідання почали з'являтися в журналах. Ці оповідання мали особливий стиль, виражаючи внутрішні монологи від першої особи, з використанням діалектизмів, хоча й уникаючи квазі-фонетичного викладення, властивого Тому Леонарду. Стиль Келмана вплинув на наступне покоління шотландських романістів, зокрема на Irvine Welsh, Alan Warner і Janice Galloway. В 1998 Келман отримав Stakis Prize, як «Шотландський письменник року» за збірку оповідань «The Good Times».

## Політичні погляди та активізм
Товри Келмана описувалися як такі, що йдуть «не лише від „зацікавленого“ письменника, але й від культурного та політичного активіста». 
Під час святкування Року Глазго, як Міста Культури, він помітно показав себе в укрупованні Workers' City, котре критикувало святкування. Така назва була вибрана, щоб відволікти увагу від перейменування центру міста на Місто Торговців (Merchant City), яке вони описували як «брехню про те, що Глазго існує певною мірою завдяки (...) підприємцям та радикальним політикам XVIII століття. (Торговці) були людьми, що несли деградацію, викликали страшну бідність, смерті та голод у тисяч» Група «Місто робітників» виступала критиками того, що виглядало як віктимізація куратора  People's Palace Елспета Кінга (Elspeth King), і намагання Ради міста продати третину Glasgow Green. Їхня активність викликала обурення радників і коментаторів Лейбористської партії, і Келмана з колегами Hugh Savage і Farquhar McLay було названо «ганьбою культурного руху міста».
Келман брав помітну участь у багатьох акціях, особливо на теми соціальної справедливості та через традиційні лівацькі причини, хоча він зовсім не є партійним, і залишається всередині лібертаріанським соціалістом — анархістом, кажучи: «партії парламентської опозиції життєво необхідні політичному апарату цієї країни, який сконструйований для зупинки справедливості». Він живе в Глазго з дружиною та дітьми, хоча жив також в Лондоні, Манчестері, на Нормандських островах, в Австралії та США.
У вступі до Born up a Close: memoirs of a Brigton boy (2006), виданні творів глазгівського політика Hugh Savage, Келман підсумовує своє розуміння історії національного та класового конфлікту так:
В окупованій країні місцева історія може бути лише радикальною. Це класова проблема. Інтелектуальне життя людей з робочого класу „окуповане“. В колонізованій країні інтелектуальна окупація здійснюється через суспільство. Чим ближче до правлячого класу ми підбираємося, тим менше бачимо різниці в мові і культурі, допоки не знаходимо, що питання, фундаментальні для суспільства на найширшому рівні, вирішуються членами одного й того ж близького міцного кола, іноді навіть однієї родини чи „лінії крові“. І наслідком цього може бути лише війна, різанина людей робітничого класу.

### Оповідання
- An Old Pub Near The Angel (1973)
- Not Not While The Giro (1983)
- Lean Tales (1985) (Спільне видання з Alasdair Gray та Agnes Owens)
- Greyhound For Breakfast (1987) (переможець Cheltenham Prize for Literature)
- The Burn (1991)
- Busted Scotch (1997)
- The Good Times (1998)
- If It Is Your Life (2010)

### Романи
- The Busconductor Hines (1984)
- A Chancer (1985)
- A Disaffection (1989)
- Як пізно це було, як пізно (1994) (англ. How late it was, how late; переможець Букерівської премії)
- Translated Accounts (2001)
- You Have To Be Careful In The Land Of The Free (2004)
- Kieron Smith, boy (2008)

### Есе
- Some Recent Attacks: Essays Cultural & Political. Stirling: AK Press. 1992. с. 92. ISBN 1-873176-80-5.
- And The Judges Said (2002)

### Як редактор
- An East End Anthology, ред. Джеймс Келман (1988)
- Hugh Savage, Born up a Close: memoirs of a Brigton boy, ред. Джеймс Келман (2006)

### Великі критичні праці про Келмана
- Dietmar Böhnke. Kelman Writes Back (1999)
- H. Gustav Klaus. James Kelman: Writers and their Work (2004)
- J.D. Macarthur. 'Claiming Your Portion of Space': A study of the short stories of James Kelman (2007)
- Simon Kovesi, James Kelman (Manchester University Press, 2007)